# Берантевілья
Берантевілья (ісп. Berantevilla (офіційна назва), баск. Berantebila) — муніципалітет в Іспанії, у складі автономної спільноти Країна Басків, у провінції Алава. Населення — 438 осіб (2009).
Муніципалітет розташований на відстані близько 260 км на північ від Мадрида, 23 км на південний захід від Віторії.
На території муніципалітету розташовані такі населені пункти: Берантевілья (адміністративний центр), Ескансана, Лакорсанілья, Ласервілья, Міханкас, Санта-Крус-дель-Ф'єрро, Сантурде, Тобера.

## Демографія
Динаміка населення (INE ):

## Галерея зображень

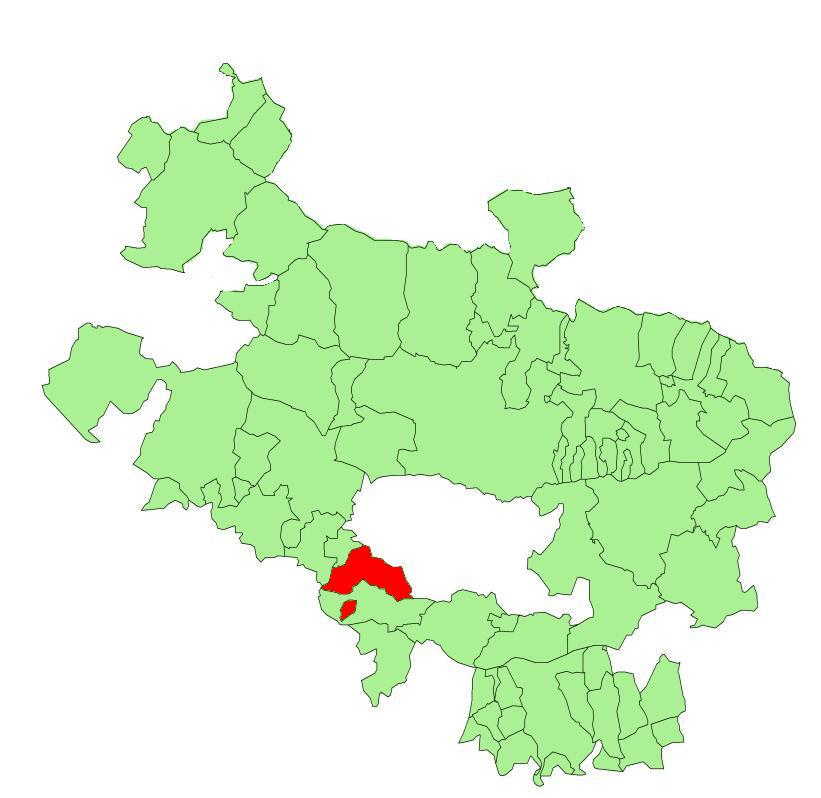
Розташування муніципалітету
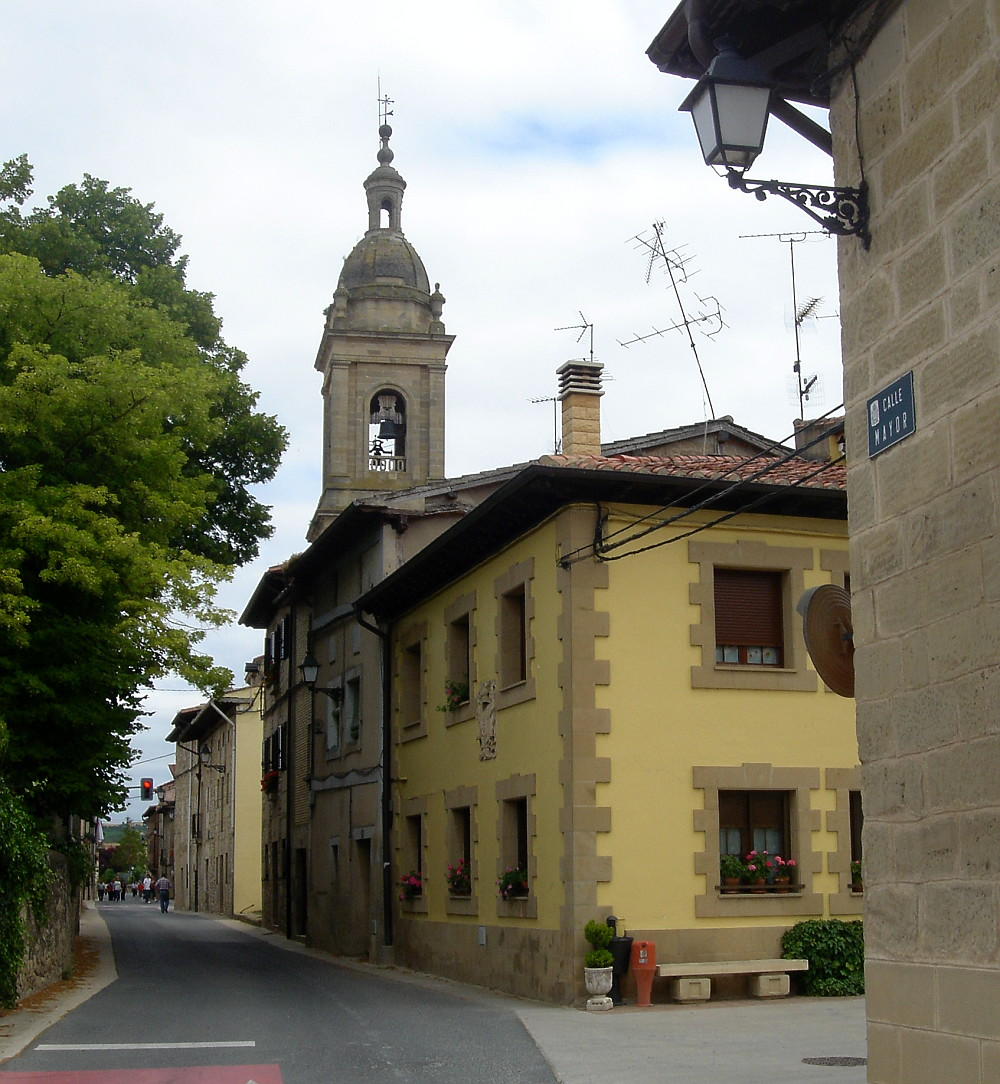
Берантевілья